# تپه خان میران
تپه خان میران در شهرستان سنقر، بخش مرکزی، روستای زنگنه واقع شده و این اثر در تاریخ ۱۲ تیر ۱۳۸۴ با شمارهٔ ثبت ۱۲۰۳۵ به‌عنوان یکی از آثار ملی ایران به ثبت رسیده است.